# Croton howii
Croton howii là một loài thực vật có hoa trong họ Đại kích. Loài này được Merr. & Chun ex Y.T.Chang mô tả khoa học đầu tiên năm 1989.